# Дмитро Занькевич
Дмитро Занькевич (пол. Demetriusz Zankiewicz; між 1657—1661, Холмщина — 9 квітня 1724, Новогрудок) — діяч унійної церкви в Речі Посполитій, духовний письменник, церковний історик, василіянин.

## Життєпис
Ймовірно, походив зі шляхти Холмської землі. Родовий герб «Сокира» (пол. Siekierz). Здобув освіту у Львівській єзуїтській колегії. У 1670 р. (за іншими даними в 1678) прийняв чернецтво у Василіянському Чині. Обіймав посади вчителя, сповідника, проповідника у кількох василіянських монастирях. У 1694—1696 роках був магістром новіціяту в Битенскому монастирі.
З середини 90-х XVII ст. і до кінця життя був ігуменом василіянських монастирів у Новогрудку, Лавришеві, Білій, Битені (1712—1713), Борунах. Секретар (1709—1719) і консультор (1719—1724) Василіянського Чину Конґреґації Пресвятої Тройці. Брав участь у праці Замойського синоду Унійної церкви (1720).

## Творчість
Писав польською мовою. За життя надруковано два твори: «Кедр містичний» (Супрасль, 1717) і «Провідник малих» (Супрасль, 1717). У першому викладено життєписи святого Василія Великого, покровителя василіян, і 18 його родичів, канонізованих Церквою. Частина текстів перекладена автором з грецької та латинської мов на польську. Друга книга катехитичного змісту. На початку вміщено присвяту п'ятнадцятирічному Міхалу Радзивілу, онукові Катерини Собеської, фундаторки василіянського монастиря в Білій.
Цінним джерелом з історії Василіянського Чину є складений Дмитром Занькевичем рукописний «Катафалк чернечий» (близько 1718). До нього увійшли життєписи 136 ченців Василіянського Чину, в тому числі унійних єпископів і митрополитів з 1680 по 1718 роки. Твір частково опублікований в 1973 році українським дослідником о. Борисом Баликом, ЧСВВ. З цього ж збірника, ймовірно, походить короткий життєпис Холмського унійного єпископа Якова Суші латинською мовою, надрукований о. Іринеєм Назарком, ЧСВВ в 1971 році. Дмитро Занькевич — автор праці про заснування Лавришівского монастиря «Нотифікация про Лавришівский монастир» (1701), написаної на підставі літопису Рачинського (опубліковано у 2012 році). В рукописах залишаються твори: «Катехизм», «Моральне богослов'я», «Щоденні розважання», коментарі на Євангеліє.

## Твори

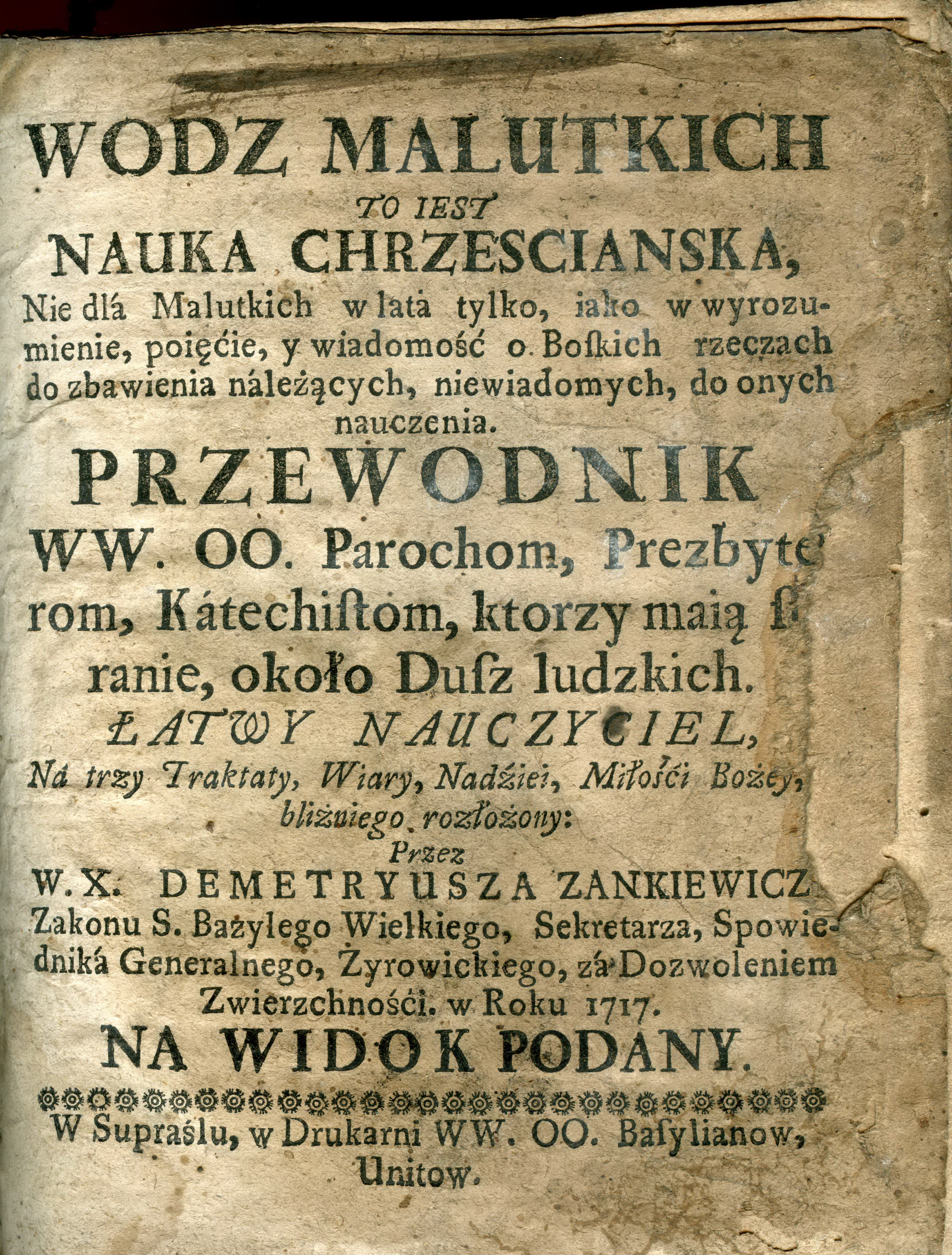
Титульний аркуш твору Дмитра Занькевича «Провідник малих», Супрасль, 1717

- Cedr mistyczny. Swięty Bazyliusz Wielki z pradźiadow, dźiadow, oycow, braciey, siostr á tych męczennikow, wyznawcow, biskupow, zakonnikow, pánien zákonnych, pustelnikow w ośmnaśćie swiętych gałęźi rozmnozony. Z starodawnych greckich, łaćińskich autorow, na polski ięzyk dla zbudowania y ku swoim swiętym zachęcenia, cnot przedziwnych náśladowania, synom y corkom ich duchownym przetłumaczony. Od X. Demetryusza Zankiewicza zákonu S. Bazylego w. sekretarza zá dozwoleniem zwierzchnośći. Roku Chrystusowego 1717. ná widok podany. W Supraslu w Drukarni WW. OO. Bazylianow Unitow. Supraśl, druk. Bazylianów, 1717.
- Wódz malutkich to jest nauka chrześcijańska. RN: Wodz malutkich to iest nauka Chrzescianska przewodnik. przez X. Demetryusza Zankiewicza zakonu So. Bazylego ett: na widok podany. w Supraslu w Drukarni WW. OO. Bazylianów Anno. 1717.
- Katafalk zakonny godnych y zacnych mężòw, prałatòw y zakonnikòw reguły S. Bazylego Wielkiego od roku Panskiego tysiąc sześćset osiemdziesiątego // Записки Чина Св. Василія Великого. — T. 8 — Romae, 1973. — С. 74-98; Записки Чина Св. Василія Великого. — T. 12 — Romae, 1985. — С. 271—310.
- NOTIFIKACYA. O monastyrze Ławryszowskim w wojewodstwie No|wogrodzkim lezącym, to jest pierwszym Fundatorze. wypisana z Starey ruskiey rękopisaney Kroniki, z Biblioteki Iasnie Oswieconego Xiążęcia Stanisława Karola Radziwiła Kanclerza na ten czas w. X. Ltt. Białey roku Pańskiego 1701. mca Ianuaria.//Senoji Lietuvos literatūra- Kn. 34 — 2012 — P.169–1173.